# Anna Vivarelli
Anna Vivarelli (Torino, 1958) è una scrittrice, giornalista, drammaturga e pubblicitaria italiana.

## Biografia
Laureata in Filosofia nella sua città natale, ha esordito giovanissima come drammaturga e autrice radiofonica per la Rai. Ha svolto per molti anni attività giornalistica e di copywriter come freelance. 
Nel 1994 ha pubblicato il suo primo libro per ragazzi, Uomo nero, verde, blu, da cui il Teatro dell’Angolo ha tratto uno spettacolo teatrale.
Nel 1996 ha vinto il premio Battello a Vapore.
Due volte vincitrice assoluta del Premio Cento, da molti anni si dedica esclusivamente alla letteratura per ragazzi e svolge un'intensa attività di educazione alla lettura per scuole e biblioteche.
Ha pubblicato con diverse case editrici, tra cui Einaudi, Feltrinelli, Piemme, San Paolo, Mondadori, Rizzoli, Uovonero. Oltre a romanzi, racconti e testi teatrali, è autrice di due libri di filosofia per ragazzi, Pensa che ti ripensa e Io e gli altri. Molti dei suoi testi sono stati tradotti all’estero.
Nel 2010 le è stato assegnato il Premio Andersen come miglior scrittore. Nell'ottobre dello stesso anno ha ricevuto il Sigillo Civico della città di Torino.
Nel 2023 ha ricevuto il Premio Rodari alla carriera.
Fra i suoi titoli recenti: Solo se mi credi, La danza delle rane, La scatola dei sogni, scritti insieme a Guido Quarzo, Una capra tibetana in giardino e La casa delle meraviglie, Che tempesta!, con Umberto Galimberti, La fisica degli abbracci e La luna e il soldato.
.

## Opere

### Fiction
- L'isola dimenticata, (con Guido Quarzo) Uovonero, 2024
- Uno scrigno a doppio segreto, (con Guido Quarzo), Pelledoca, 2024
- Samuel figlio del mondo, Notes edizioni, 2024
- Il mio nome è Tartaglia, (con Guido Quarzo) Editoriale Scienza, 2023
- Gabbie (con Guido Quarzo) Uovonero, 2022
- La luna e il soldato, Giunti Editore, 2022
- La fisica degli abbracci, Uovonero, 2021
- La casa delle meraviglie, Feltrinelli Editore, 2021
- La scatola dei sogni (con Guido Quarzo), Editoriale Scienza, 2021
- Un silenzio pieno di storie, Coccole Books, 2021
- Solo se mi credi. Storia d'amore e di anarchia, (con Guido Quarzo) Rizzoli Libri, 2020
- Una capra tibetana in giardino, Feltrinelli Editore, 2019
- Un guazzabuglio di bambini, Edizioni Piemme, 2019
- La danza delle rane, Editoriale Scienza, 2019
- Il segreto del postino, Edizioni Dehoniane, 2019
- Un mistero nero carbone, Edizioni Piemme, 2019
- La notte della luna (con Guido Quarzo), Einaudi Ragazzi, 2019
- La samba dello struzzo, Raffaello Edizioni, 2018
- La terra sotto i piedi, Edizioni Piemme, 2018
- Il viaggio di Adelia, (con Guido Quarzo) Edizioni Nord-Sud, 2018
- Le più belle storie del Battello a Vapore per bambini curiosi, (con A. Traini, Guido Quarzo, L. Levi) Edizioni Piemme, 2017
- Storie per gioco, Parapiglia Edizioni, 2017
- Una zattera contro corrente (con Guido Quarzo), Raffaello Edizioni, 2017
- I gamberetti dispettosi, Interlinea edizioni, 2017
- Fiore di lenticchia, Edizioni Piemme, 2017
- Odio il Piccolo Principe, Edizioni Piemme, 2016
- Il vestito dei miei sogni, Il Leone Verde Edizioni, 2016
- Magic Merenda Tour (con Guido Quarzo), Notes Edizioni, 2015
- Mangia Matilde! (con Guido Quarzo), Interlinea edizioni, 2015
- Come cane e gatto, Edizioni Piemme, 2015
- Di nuovo pastasciutta?, Edizioni Piemme, 2014
- Un gioco pericoloso, Edizioni Piemme, 2014
- Il mistero del dente perduto, Notes edizioni, 2014
- I fantasmi di Giulia, Edizioni Piemme, 2013
- Salta il sasso, l'asino vola, Notes edizioni, 2012
- Cosa mangi, Elvio?, Edizioni Piemme, 2012
- L'orco Gianbeppe, Edizioni Piemme, 2011
- La frittata, (con Guido Quarzo) Interlinea edizioni, 2011
- Che fine ha fatto gatta Marta?, Notes edizioni, 2011
- Piazza Paletta numero 1, Edizioni Piemme, 2011
- Caro Babbo Natale, Interlinea, 2010
- Preferirei chiamarmi Mario, Edizioni Piemme, 2010
- Senza nulla in cambio (con Anna Lavatelli), Edizioni San Paolo, 2010
- Uomo nero, verde, blu (con Guido Quarzo), Interlinea edizioni, 2009
- I fratelli Wilson e il segreto di Penelope, Edizioni Piemme, 2009
- Chiedimi chi sono (con Anna Lavatelli), Edizioni San Paolo, 2009
- Tutta colpa di un cane, Edizioni Piemme, 2009
- I fratelli Wilson e la porta magica, Edizioni Piemme, 2008
- L'imbroglio del C.U.B.O. malefico, (con Guido Quarzo), Ega Edizioni, 2008
- Io ho un cane magico, Edizioni Piemme, 2007
- I topi non avevano nipoti, Salani, 2007
- L'enigma del Conte Bianco, Edizioni Piemme, 2007
- Diario Cuore 3  (con Anna Lavatelli), Edizioni Piemme, 2006
- Il vero nome di Lupo Solitario, Edizioni Piemme, 2006
- Tre paia di occhi, Nuove Edizioni Romane, 2006
- Diario Cuore 2 (con Anna Lavatelli), Edizioni Piemme, 2006
- Diario Cuore (con Anna Lavatelli), Edizioni Piemme, 2005
- Carla e Daiana in vacanza da... sole, (con Anna Lavatelli), Edizioni Piemme, 2005
- Il mistero di Castlemoor, Edizioni Piemme, 2004
- Il confine del paese, Edizioni Signum, 2004
- Il labirinto sotto il letto, Fratelli Fabbri Editori, 2004
- Operazione brioche (con Anna Lavatelli), Arnoldo Mondadori Editore,  2004
- Cara C@rla, tua Daian@ (con Anna Lavatelli) Edizioni Piemme, 2002
- Libri in cantina (con Guido Quarzo), I Colori del Mondo, 2002
- Piccole storie matte, Interlinea edizioni 2002
- La nonna di Elena, Giangiacomo Feltrinelli Editore, 2001
- Storie da mangiare (con Guido Quarzo), Interlinea edizioni, 2001
- Per caso e per naso, Fratelli Fabbri Editori, 2001
- Camilla e il ragno peloso, Edizioni Signum, 2001
- Mimì, che nome è?, Edizioni Piemme, 2000
- Annibale sul foglio, Edizioni Signum, 1999
- Le mele del principe, Happy Art, 1999
- Uno gnomo nell'orecchio, Giangiacomo Feltrinelli Editore, 1999
- Scacchi matti, Happy Art, 1998
- Storie per gioco, Nuove Edizioni Romane, 1998
- Le storie di Francesca, Happy Art, 1998
- Il piccolo libro di Francesca, Happy Art, 1997
- La coda degli autosauri (con Guido Quarzo), Edizioni Piemme, 1996
- Amico di un altro pianeta (con Guido Quarzo), Einaudi Ragazzi, 1996
- Uomo nero, verde, blu (con Guido Quarzo), Einaudi Ragazzi, 1994

### Non fiction
- Ti sfido!, Sinnos, 2024
- Naufraghi e naufragi, Sinnos, 2023
- Che tempesta! 50 emozioni raccontate ai ragazzi (idea e prefazione di Umberto Galimberti), Feltrinelli 2021
- Storie incredibili di animali straordinari, Solferino 2019
- Leggere. Un gioco da ragazzi, (con Guido Quarzo) Salani Editore, 2016
- Io e gli altri - Libertà per giovani menti, Edizioni Piemme, 2015
- Pensa che ti ripensa, Edizioni Piemme, 2014
- All'osteria con Pinocchio, Il Leone Verde Edizioni, 2005

### Teatro
- La storia dell'orco Gianbeppe, in: sette autori per sette commedie, Erga, 2000
- Uomo nero, verde, blu (con Guido Quarzo)
- Per caso e per naso
- C'era... c'era... (con Guido Quarzo)
- La tinozza dell'angelo Jean Paul
- Il pozzo di Medea
- Il lenzuolo di polvere
- Incompatibilità di carattere
- Santo Stefano con i tuoi
- La voce della notte
- Single bigodini
- Portinerie
- La mia vita con Cinzia
- R.S.V.P.
- L'amico comune
- Charlotte Corday prima del taglio di capelli
- Le Zitelle
- La sorella di Cenerentola